# Maison Clarté

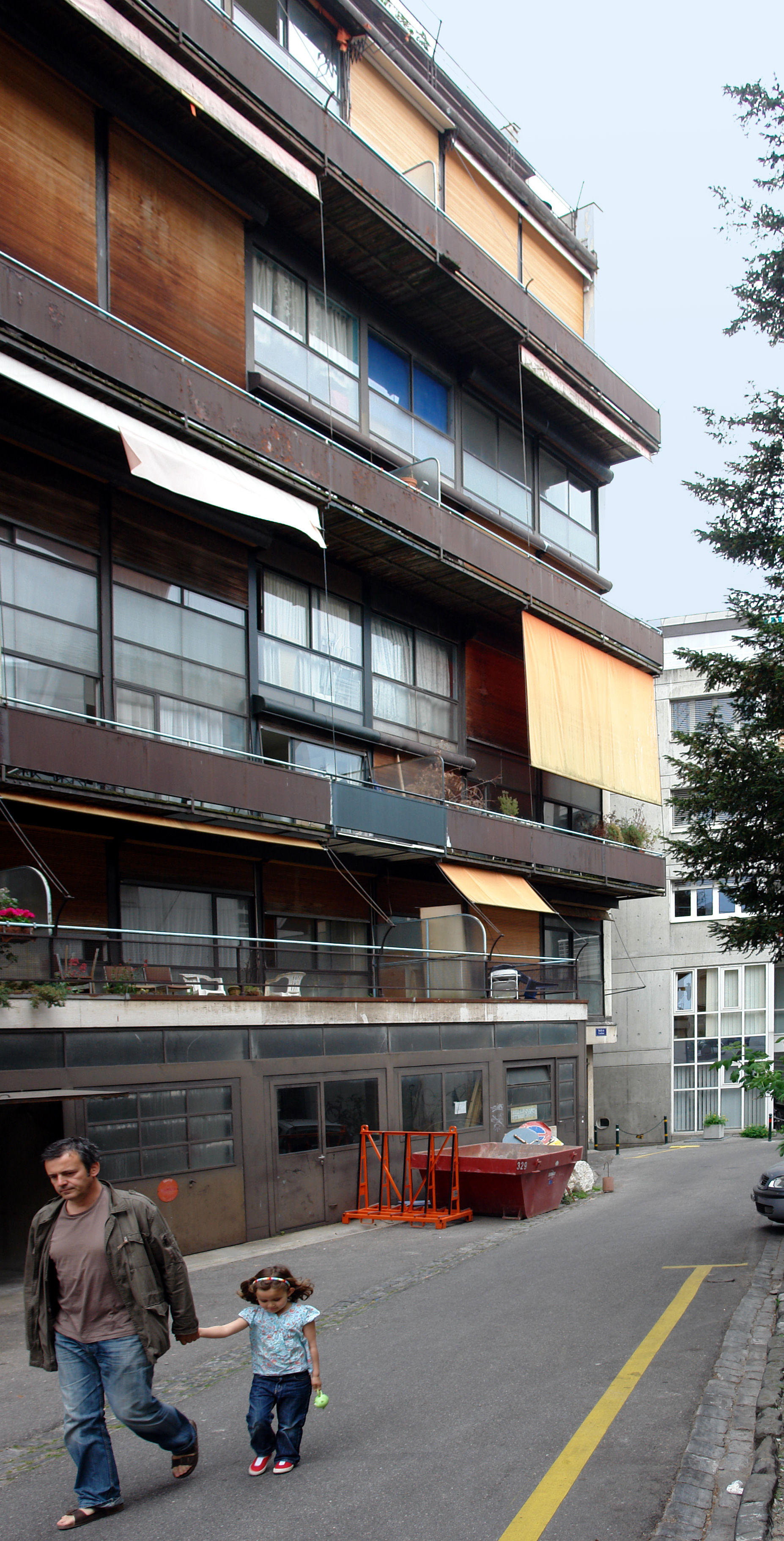
Südseite vor der Sanierung, 2008

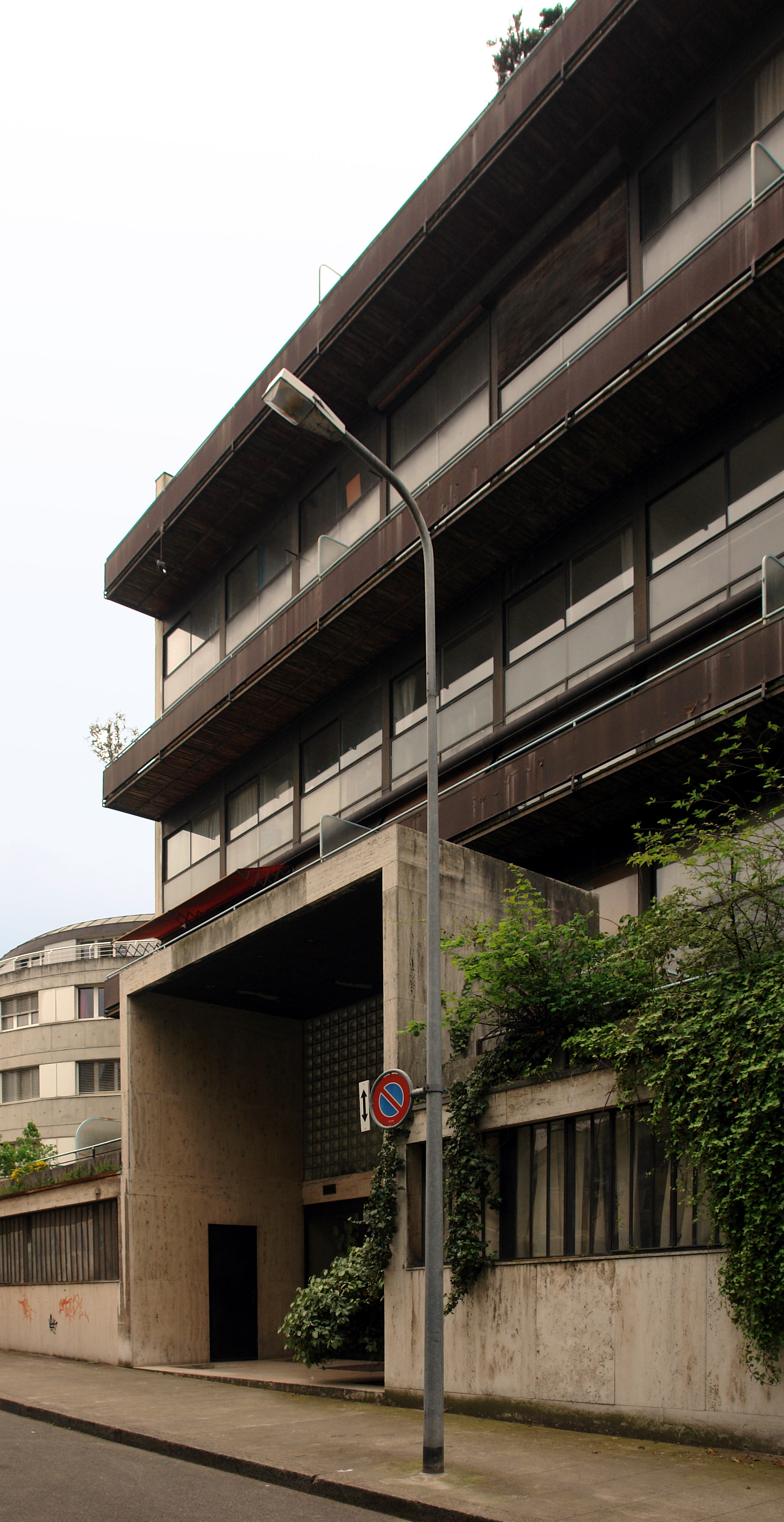
Die seeseitige Fassade mit einem der beiden Eingänge

Das Maison Clarté ist ein Wohnhaus von Le Corbusier in Genf, Schweiz, aus den Jahren 1930–32.
Bauherr war der Schweizer Industrielle Edmond Wanner, der auch als Bauunternehmer tätig war und deshalb die notwendige Qualität der Schweissarbeiten für die Stahlkonstruktion zusichern konnte. Dieser beauftragte den auf der Höhe seines ersten Ruhms stehenden Le Corbusier damit, ein modernes Haus zu entwerfen.  Der Stahlskelettbau beherbergt 45 Duplex-Wohnungen im damals aktuellen Ausbaustandard. Das modulare Ordnungssystem, die Fensterbänder, die serielle Fertigung illustrieren die Forderungen der von ihm 1928 mitgegründeten Congrès International d’Architecture Moderne und lassen das Haus so zum Vorläufer- und Prototypenbau einer Moderne werden, die sich spätestens in den 50er Jahren weltweit durchsetzen konnte – und dafür heute oft kritisiert wird.

## Baubeschreibung und städtebauliche Situation
Das Haus, am Rande der Innenstadt gelegen, orientiert seine Wohnungen mit Sicht auf den Genfersee. In einem Riegel liegen an jedem der zwei Treppenhäuser jeweils zwei Wohnungen pro Etage. Die in jedem zweiten Stockwerk herauskragenden Geschossdecken geben den Maisonettewohnungen jeweils einen grosszügigen Balkon. Curtis beschreibt, es „... erhebe sich aus der komplexen Strassenstruktur wie ein gestrandeter Ozeandampfer.“ Diese Radikalität, die es mit den fast gleichzeitig gebauten Werken des Pavillon Suisse und Maison de Refuge teilt, wird vermittelt durch die Erdgeschosszone, die dem alten Stadtgrundriss angepasst oder anempfunden wird und die kleine Stichgasse bildet, an der das Haus liegt. Dort befinden sich Praxis- und Kanzleiräume und, einen halbrunden Kopfbau bildend, ein Restaurant.

## Nutzung
Das Haus, für eine wohlhabende Nutzerschaft gebaut, wurde 2007–09 umfassend saniert, nachdem es sich in einem äusserlich besorgniserregend verrosteten Zustand befand.

## Welterbestätte
Im Dezember 2004 wurden vier auf dem Gebiet der Schweiz gelegene Bauten von Le Corbusier in die Tentativliste der UNESCO eingetragen: neben dem Maison Clarté die Villa Jeanneret-Perret (Maison blanche) und die Villa Schwob (Villa Turque) in La Chaux-de-Fonds sowie die Villa Le Lac (Petite maison au bord du lac Léman) in Corseaux. Dies ist Voraussetzung, um zu einem späteren Zeitpunkt die Anerkennung als Welterbestätte zu beantragen.
Im Januar 2008 wurden auf Betreiben Frankreichs diese vier und zunächst 19 weitere Werke Le Corbusiers als Kandidaten für die Aufnahme zum Weltkulturerbe nominiert. Die unter dem Titel «Das urbanistische und architektonische Werk von Le Corbusier» (französisch Œuvre urbaine et architecturale de Le Corbusier) geführte Liste umfasste Bauwerke und Anlagen aus Argentinien, Belgien, Deutschland, Frankreich, Indien, Japan und der Schweiz. Schon bald schied der indische Beitrag Chandigarh wieder aus. Im Jahr 2009 entschied das Welterbekomitee, die Behandlung zu verschieben. Die internationale Kandidatur wurde positiv gesehen, das Komitee regte aber eine Überarbeitung bis 2012 an. Diesem entsprechend wurde im Januar 2011 ein erneuter Antrag mit nur noch 19 Bauwerken und Anlagen eingereicht. Zu den gestrichenen drei Objekten gehörte mit der Villa Schwob auch eines aus der Schweiz. Aber auch diese Kandidatur fand nicht die Mehrheit des Komitees. Auch sei noch nicht geklärt, ob das Werk Le Corbusiers tatsächlich globale Bedeutung habe. Ein dritter, erneut überarbeiteter Entwurf mit 17 Objekten aus 7 Ländern, darunter auch das Maison Clarté, wurde Mitte Juli 2016 unter dem Titel «Das architektonische Werk von Le Corbusier, ein außergewöhnlicher Beitrag zur Bewegung der Moderne» (französisch L’œuvre architecturale de Le Corbusier, une contribution exceptionnelle au Mouvement Moderne) von der UNESCO als Welterbe anerkannt.